# ۳۸ سیاه‌گوش
۳۸ سیاه‌گوش یک ستاره است که در صورت فلکی سیاه‌گوش قرار دارد.